# ダイダロス (航空機)

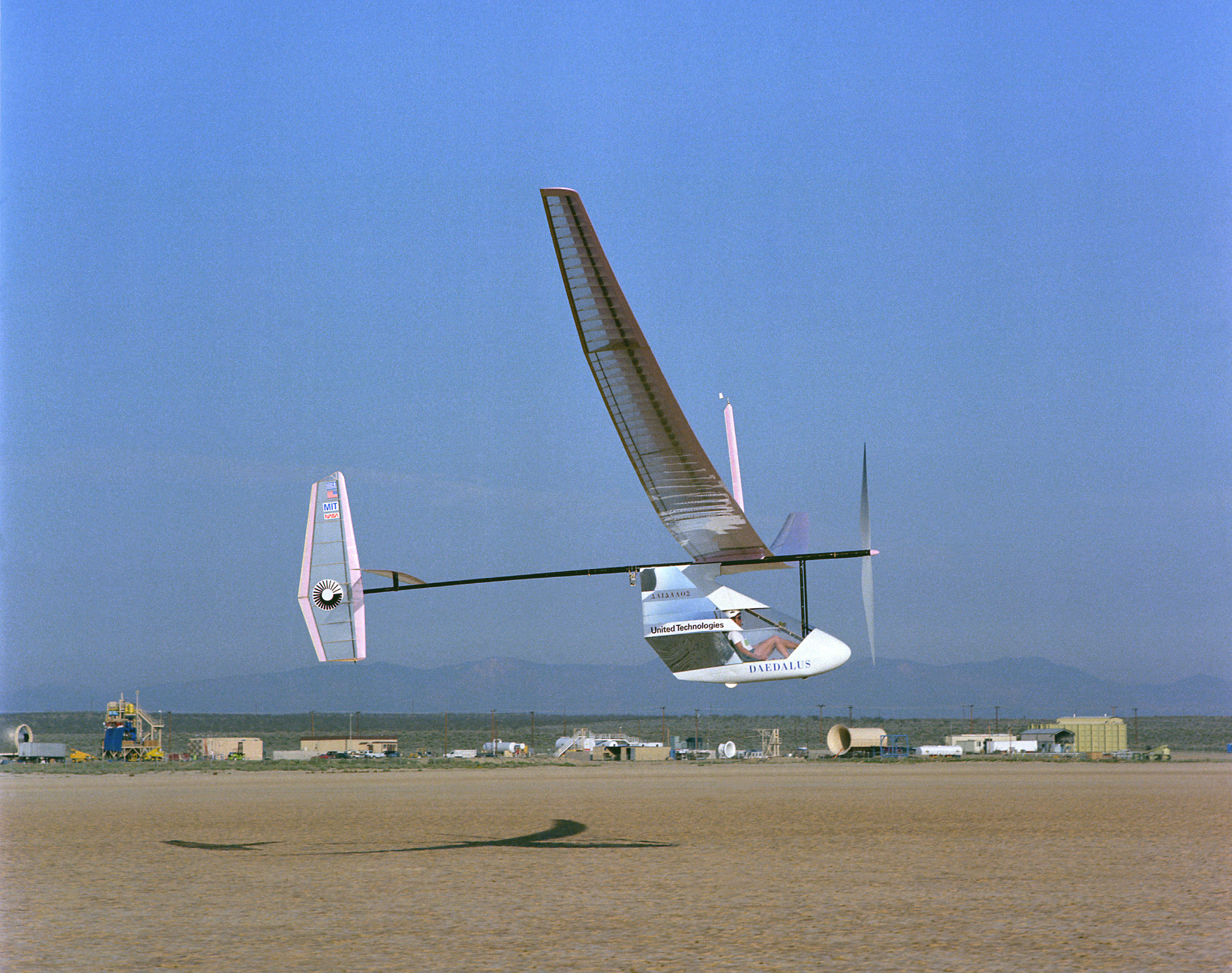
ダイダロス88（1988年3月7日、ドライデン飛行研究センターでのラストフライト）

ダイダロス（Daedalus）とは、1980年代後半にマサチューセッツ工科大学（以下、MIT）のリンカーン研究所で開発された人力飛行機、および一連の人力飛行機のシリーズである。

## 概要
ダイダロスはMITの学生・教授陣・卒業生で構成されたチームによってリンカーン研究所で製作された。全部で3機の機体が開発・製作され、3機目の機体は1988年4月23日にギリシャ・クレタ島のイラクリオンからサントリーニ島までを飛行し、総飛行距離115.11km・飛行時間3時間54分を記録した。この記録はFAIにより飛行距離・滞空時間の世界記録として認定され、2011年11月現在その記録は未だに破られていない。
名前の由来はギリシア神話に登場する名工ダイダロスで、クレタ島からイーカロスとともに人工の翼を使って脱出するという神話にちなんで名付けられた。
本記事では世界記録を樹立した機体（ダイダロス88）に加え、それ以前にリンカーン研究所で開発・製作された2機についても述べる。

## ライトイーグル

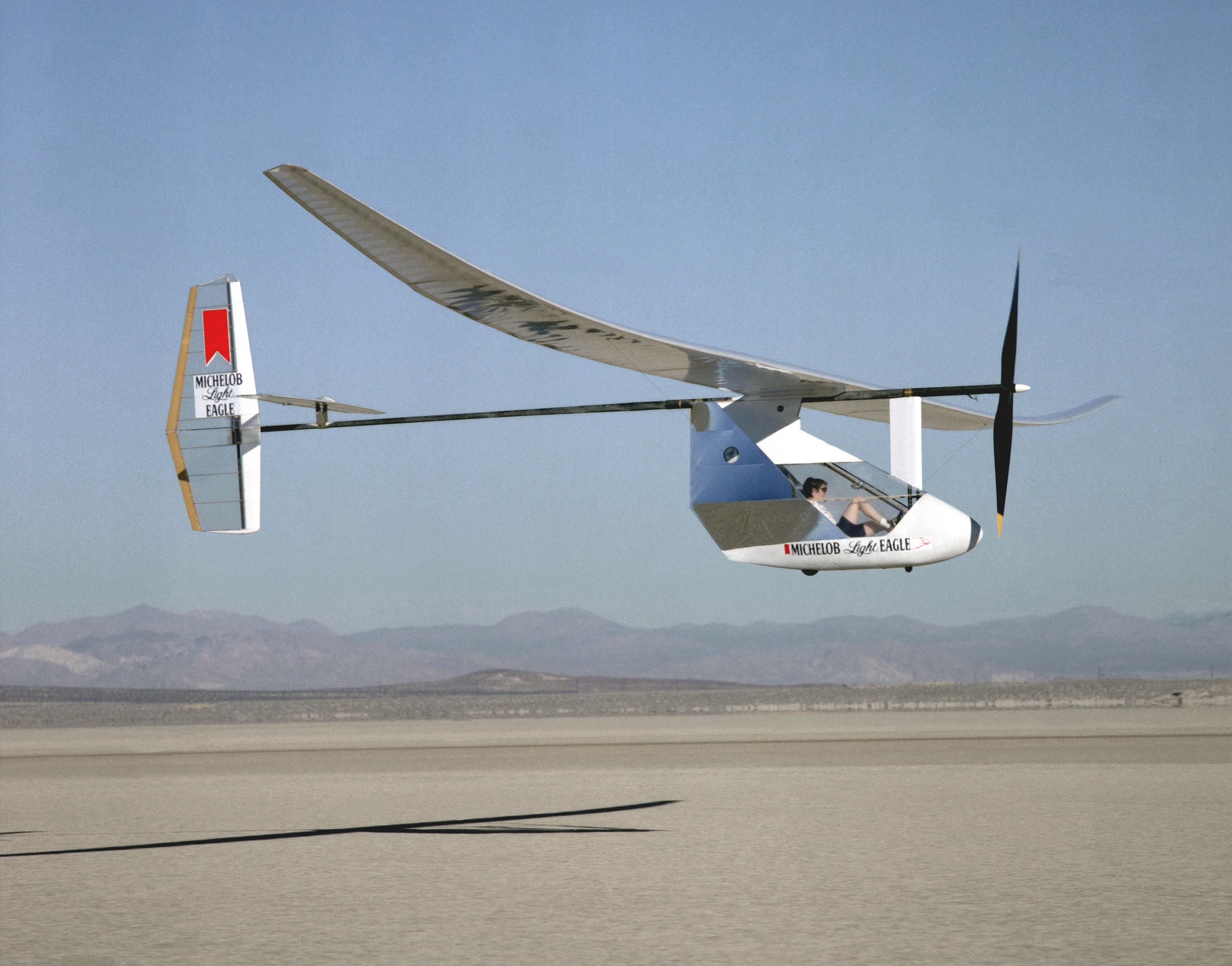
ライトイーグル（1987年11月8日、ドライデン飛行研究センターにて）

ライトイーグル（Light Eagle）とは、ダイダロスの試作として製作された機体である。正式名称はMichelob Light Eagle（MLE）で、クルーからは「Emily」という愛称でも知られていた。
1987年1月、エドワーズ空軍基地内のNASAドライデン飛行研究センターにて、同基地所属のGlen Tremmlをパイロットに迎えて記録飛行を行い、直線距離・周回コース無着陸飛行距離・滞空時間の世界記録を更新した（飛行距離59.9km、滞空時間2時間13分）。また、女性トライアスロン選手のルイス・マッコーリンをパイロットに迎えて記録飛行を行い、直線飛行距離・周回コース無着陸飛行距離・滞空時間の女性記録も更新した（飛行距離15.44km、滞空時間37分38秒）。
記録飛行後、ライトイーグルはバージニア州マナサスに保管されていたが、2008年よりオーロラフライトサイエンスによって修復され、太陽電池を動力源とした無人飛行機「サンライトイーグル（SunLight Eagle）」として改造された。主翼に太陽光電池が取り付けられ、リチウムイオン電池と新しい駆動系が取り付けられたが、機体の基本設計はそのままだった。サンライトイーグルはFAAより耐空性証明を受け、また2009年5月にニューメキシコ州にて飛行試験が2度行われた。

## ダイダロス87

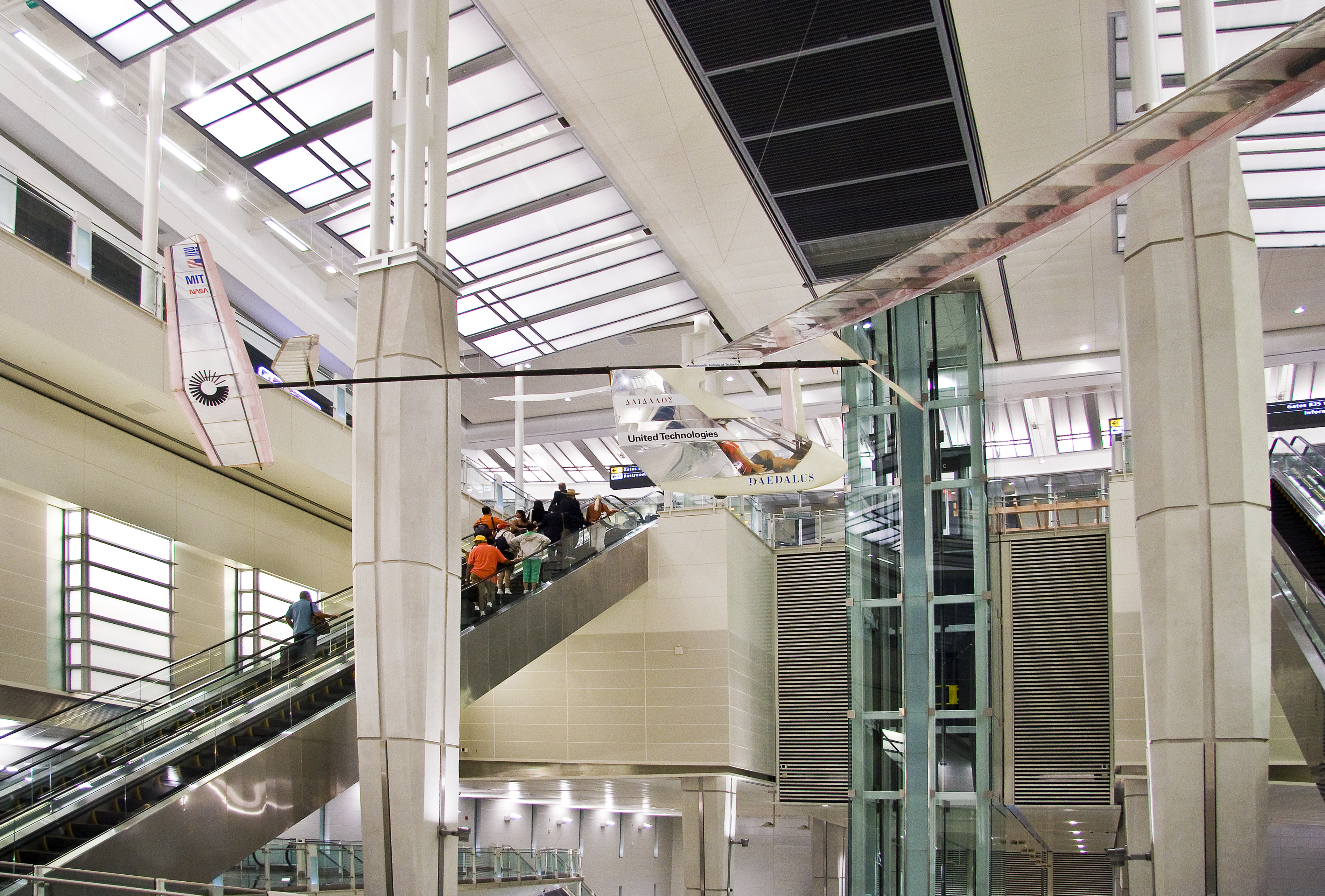
ダレス国際空港に展示されているダイダロス87

「ダイダロス」として初めて製作された機体。1988年2月17日にドライデン飛行研究センターのロジャース乾湖にて飛行試験が行われたが、飛行中方向舵の制御がきかなくなり、スパイラルダイバージェンスによりクラッシュした。このクラッシュにより右翼・胴体・プロペラが損傷したが、バックアップ機としてのちに修復された。
ダイダロス87は2009年までボストン科学博物館に展示されていたが、現在はワシントン・ダレス国際空港のターミナルB停留所に展示されている。

## ダイダロス88
ダイダロス87に続いて製作された機体。パイロットにはロサンゼルスオリンピック自転車競技への出場経験を持つ、ギリシアのカネロス・カネロプーロスが迎えられた。
前述の通り、1988年4月23日に記録飛行がおこなわれた。ギリシア・クレタ島のイラクリオン飛行場をスタート地点に、FAIの規定のもと自力水平飛行によって離陸した。飛行高度は5～10mを維持され、ボートの誘導にしたがって飛行を続けた。
サントリーニ島にさしかかったとき、観客が大勢いた狭いビーチを避けるため機体をビーチに沿うように方向転換させたが、そのときビーチからの熱によって右翼の揚力が増してしまい、海側へ流されてしまった。さらに風によってテールブームがねじり下がったことでコントロールを失い、機首が上がり、加えて別の風によって主翼桁も下がり、そのまま海へ着水した。
着水地点はサントリーニ島のペリッサビーチ沖7mの地点で、総飛行距離115.11km・飛行時間3時間54分がFAIより認められ、この記録はFAI公式の飛行距離・滞空時間の世界記録として認定された。
この飛行中、パイロットが水平飛行を維持するために出し続けなければならなかった出力は、約4分の1馬力（約190W）程度だった。
現在、ダイダロス88はスミソニアン博物館に保管されている。